# Los Mochis
Los Mochis (do caita: Mochim, pl. de Mochic, tartaruga de terra)  (é capital do município de Ahome) é uma cidade no município de Ahome no estado de Sinaloa, Mexico.
Está localizada a 26ºNorte, 109º Este. Los Mochis é a terceira no ordem da impartância no estado. Tem 358 977 habitantes. Está localizada na Planura Costeira do Pacífico, à entrada do Golfo da Califórnia, em "El Valle Del Fuerte" (O Vale Do Forte), ao noroeste do México.
A Los Mochis se lhe conhoce também como a porta a "El Cañon Del Cobre"(O Cânion Do Cobre), e se localiza dentro da "Escalera Náutica" (Escada Náutica) integrada pelo circuito "Barrancas De Cobre-Mar De Cortés" (Barranca Do Cobre-Mar De Cortés).

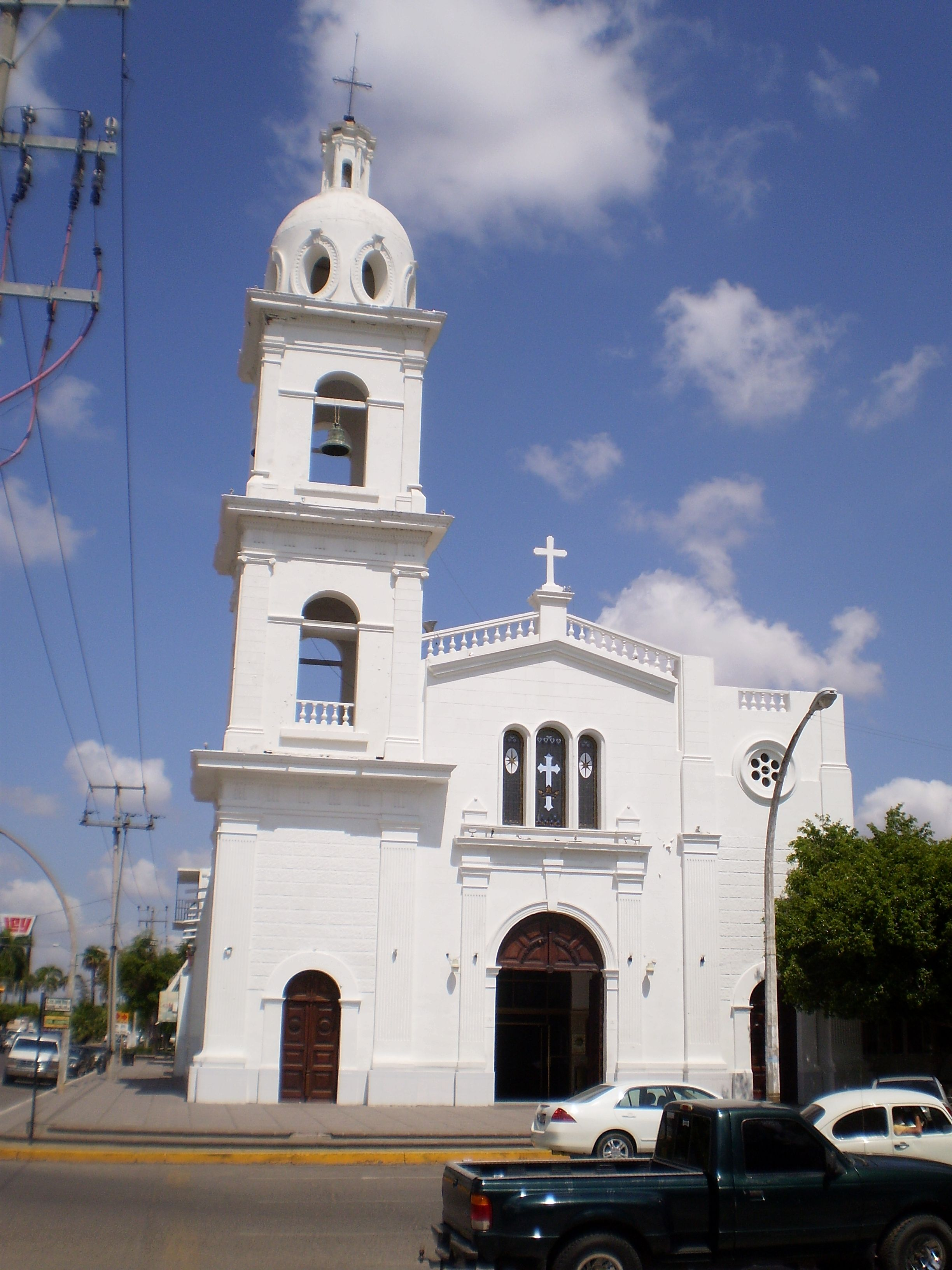
Igreja do Sagrado Coração de Jesus

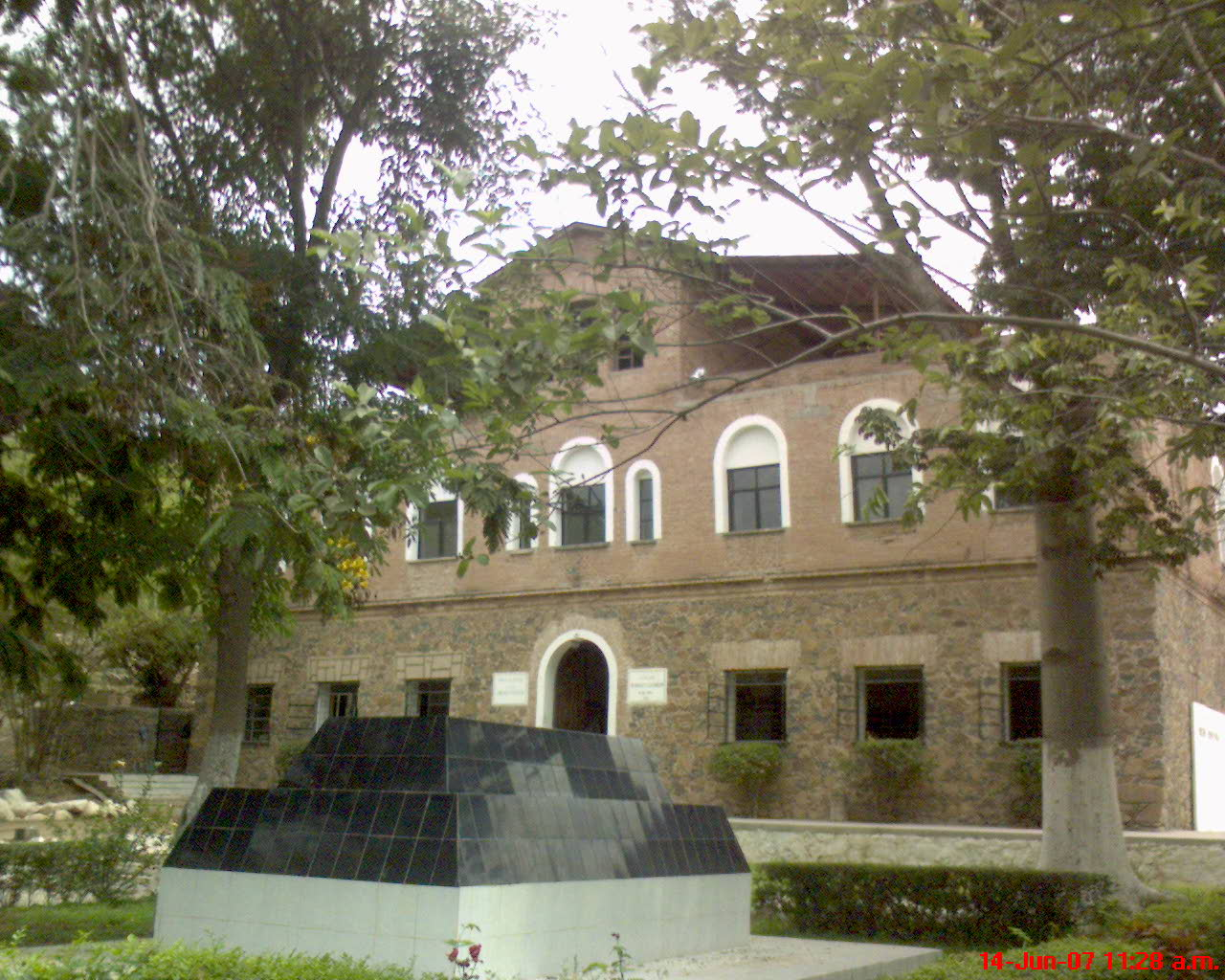
Museu Conrado Espinoza

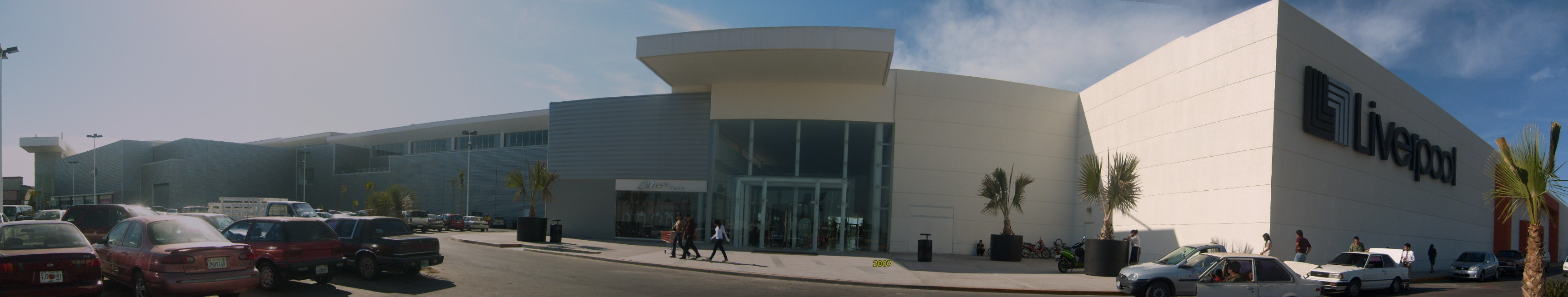
Centro comercial Paseo Los Mochis